# Drenaż fiskalny
Drenaż fiskalny – wzrost realnego obciążenia podatkowego i realnych wpływów państwa z podatków, gdy inflacja prowadzi do wzrostu dochodów nominalnych i przesuwa podatników do wyższych przedziałów dochodowych.
Z taką sytuacją mieliśmy do czynienia w Polsce np. w latach 1992–1993.

## Przykład
Gdy dolna granica podatkowa wynosi 3000 złotych, dochód 4000, a stopa podatkowa – 20%, kwota podatku wynosi 200 złotych. W wyniku inflacji dochód wzrasta do 8000 (dwukrotnie), zaś podatek – do 1000 złotych (pięciokrotnie). W konsekwencji niedostosowania systemu podatkowego do zmieniających się warunków gospodarowania wzrasta obciążenie podatkowe i zwiększają się nie tylko nominalne, ale też realne wpływy państwa z podatku.

## Środki zapobiegawcze
Dopiero dostosowanie wysokości przedziałów podatkowych do inflacji wyeliminowałoby zjawisko ciężaru fiskalnego, który ponoszą podatnicy na skutek inflacji. W podanym przykładzie należałoby zwiększyć dolną granicę podatkową do 6000.
Przy utrzymującej się inflacji przeciwdziałać drenażowi fiskalnemu można za pomocą okresowego dostosowywania wysokości przedziałów podatkowych lub indeksacji.